# Hrádek (Raná)
Hrádek je malá vesnice, část obce Raná v okrese Louny. Nachází se asi 1,5 km na západ od Rané. Prochází zde silnice II/250. V roce 2011 zde trvale žilo 23 obyvatel.
Hrádek leží v katastrálním území Hrádek u Loun o rozloze 2,75 km².

## Historie
První písemná zmínka o vesnici pochází z roku 1333. Mezi roky 1651, kdy je Hrádek doložen v hospodářských účtech panství Červený Hrádek, a 1689, kdy byl prodán k lobkovickému panství Libčeves, patřil Hrádek k dominiu Červený Hrádek Hrzánů z Harasova. Zpustlá vesnice byla obnovena na začátku osmnáctého století a podle tereziánského katastru v ní stálo třináct domů. Jejím jádrem se stala ulicovitá náves obklopená malými usedlostmi bez vazby na zemědělskou půdu. Rozvržení obnovené vesnice snad respektovalo rozložení původní vsi. Během druhé poloviny dvacátého století se Hrádek nerozvíjel a některé budovy zchátraly nebo byly necitlivě zmodernizovány.

## Obyvatelstvo
Při sčítání lidu v roce 1921 zde žilo 226 obyvatel (z toho 106 mužů), z nichž bylo 72 Čechoslováků, 150 Němců, dva Židé a dva cizinci. Až na sedm evangelíků, sedm židů a tři lidi bez vyznání se většina hlásila k římskokatolické církvi. Podle sčítání lidu z roku 1930 měla vesnice 213 obyvatel: 78 Čechoslováků a 135 Němců. Převažovala římskokatolická většina, ale žilo zde také jedenáct evangelíků, osm členů církve československé, dva židé a třináct lidí bez vyznání.
|                                                                    | 1869 | 1880 | 1890 | 1900 | 1910 | 1921 | 1930 | 1950 | 1961 | 1970 | 1980 | 1991 | 2001 | 2011 | 2021 |
| ------------------------------------------------------------------ | ---- | ---- | ---- | ---- | ---- | ---- | ---- | ---- | ---- | ---- | ---- | ---- | ---- | ---- | ---- |
| Obyvatelé                                                          | 186  | 210  | 228  | 241  | 235  | 226  | 213  | 87   | 73   | 82   | 32   | 20   | 20   | 23   | 16   |
| Domy                                                               | 37   | 40   | 43   | 43   | 41   | 41   | 46   | 37   | .    | 18   | 16   | 19   | 14   | 13   | 13   |
| Počet domů z roku 1961 je zahrnut v celkovém počtu domů obce Raná. |      |      |      |      |      |      |      |      |      |      |      |      |      |      |      |

## Obecní správa
Při sčítání lidu v letech 1869–1921 Hrádek byl osadou obce Kozly, se kterým patřil nejprve do okresu Teplice, ale v 1900–1921 v okrese Duchcov, poté v roce 1930 byla osadou obce Milá v okrese Duchcov a v letech 1950–1980 byla osadou obce Raná. Od 1. ledna 1981 do 23. listopadu 1990 patřil jako část města k Lounům a od 24. listopadu 1990 je znovu částí obce Raná v okrese Louny.

## Pamětihodnosti
Západní stranu vesnice uzavírají budovy hospodářského dvora. Další zděná zástavba pochází převážně z devatenáctého století, ale některé budovy mohou mít starší jádro. Převažujícím stavebním materiálem je opuka a zdivo bylo původně omítané. K hodnotným stavbám patří v roce 2007 zchátralý patrový dům (dříve čp. 15) s armovanými nárožími. V klasicistním slohu byly postaveny patrové domy čp. 5 a 11. Opožděnou eklektickou architekturu reprezentuje dům čp. 43 z roku 1922.

## Galerie

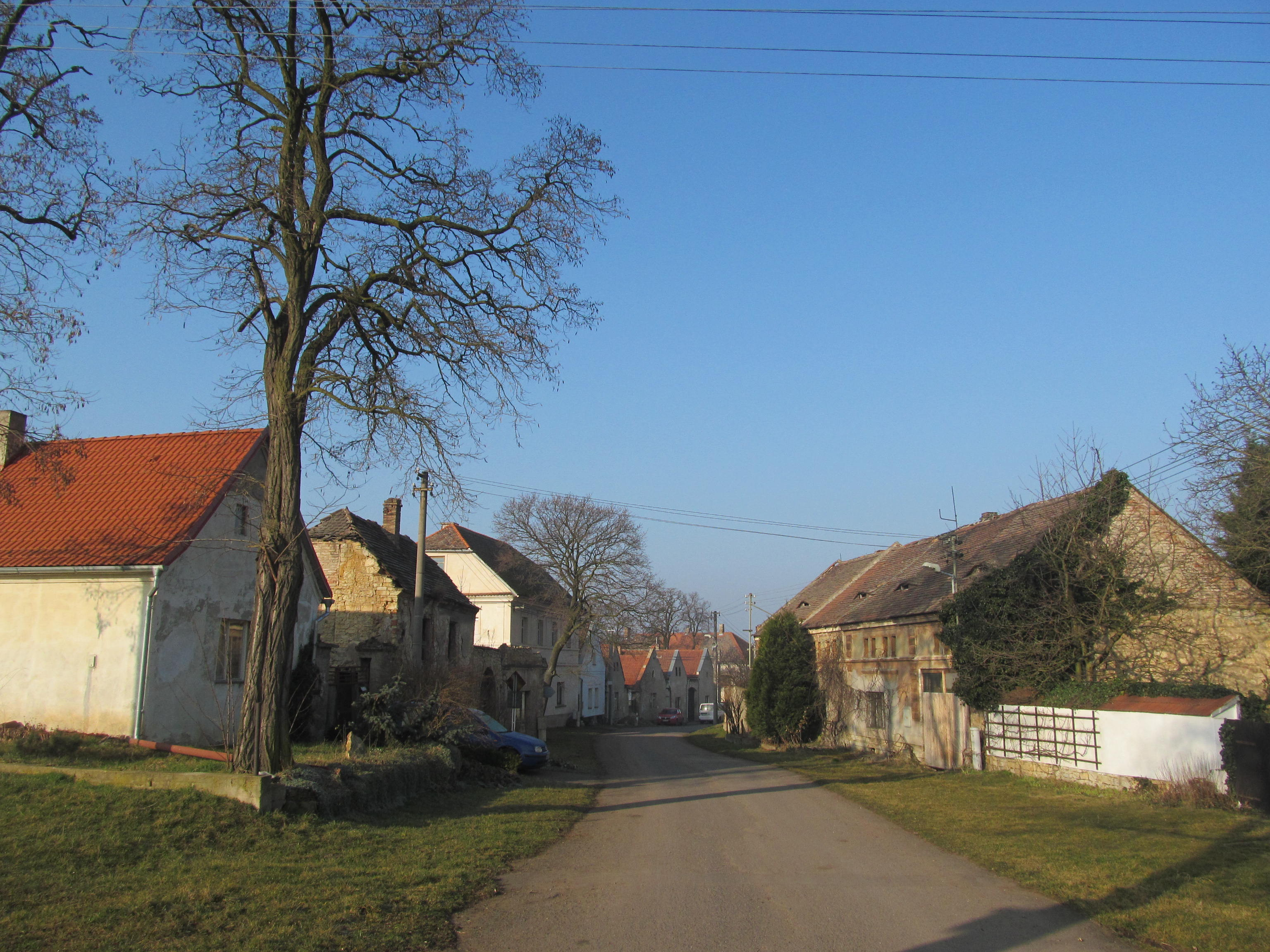
Hlavní ulice
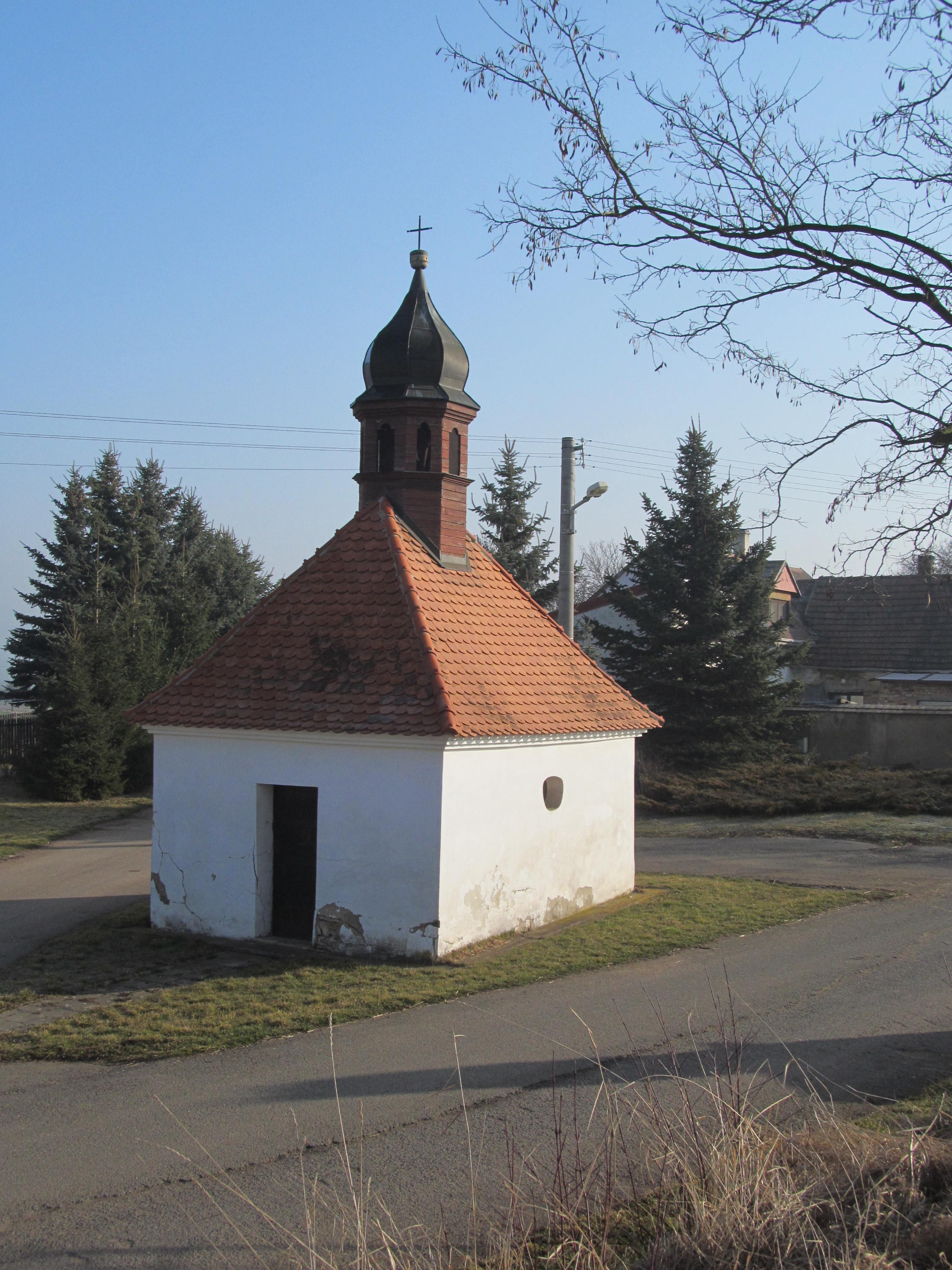
Kaplička
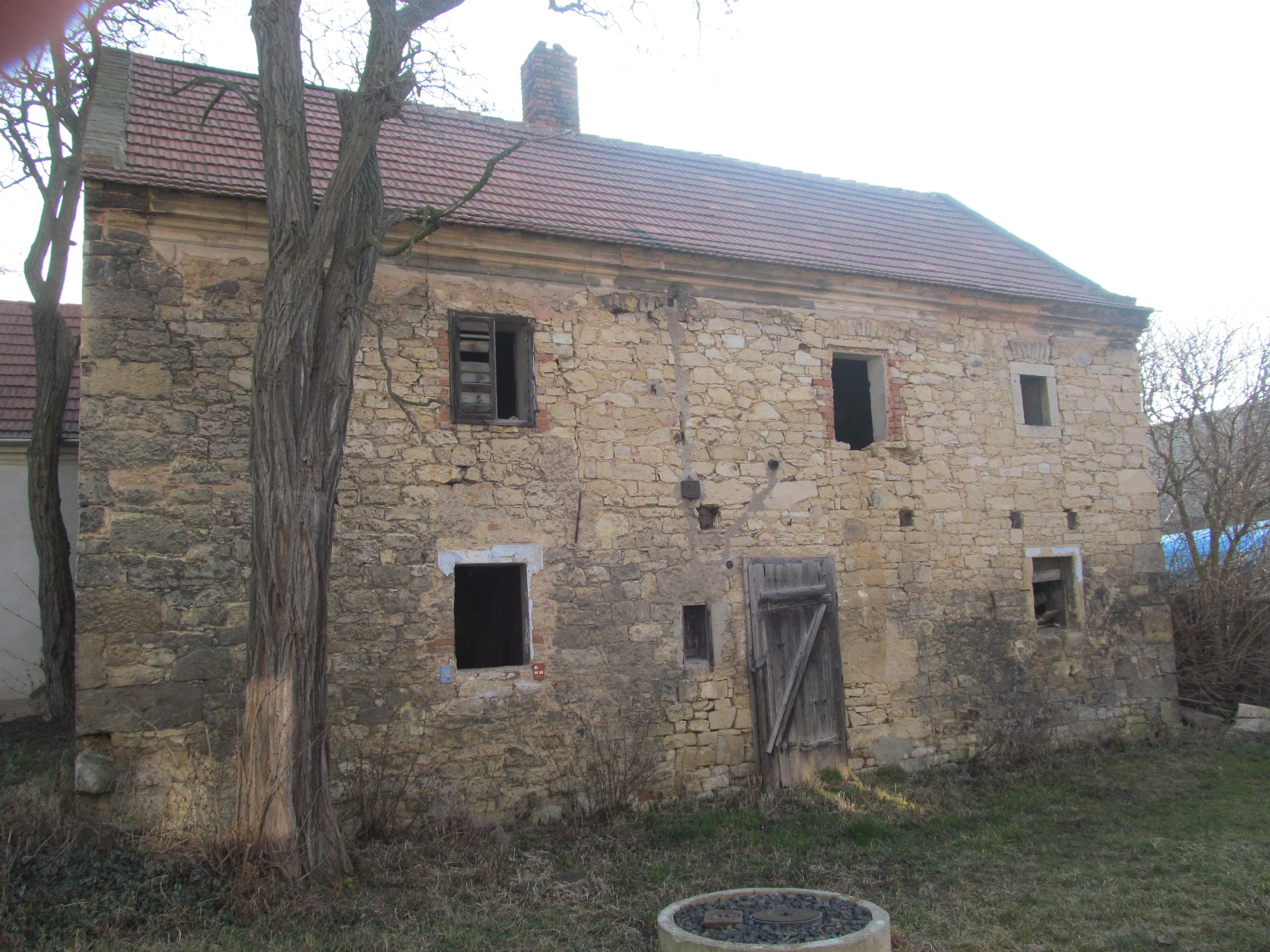
Dům (bývalé čp. 15)
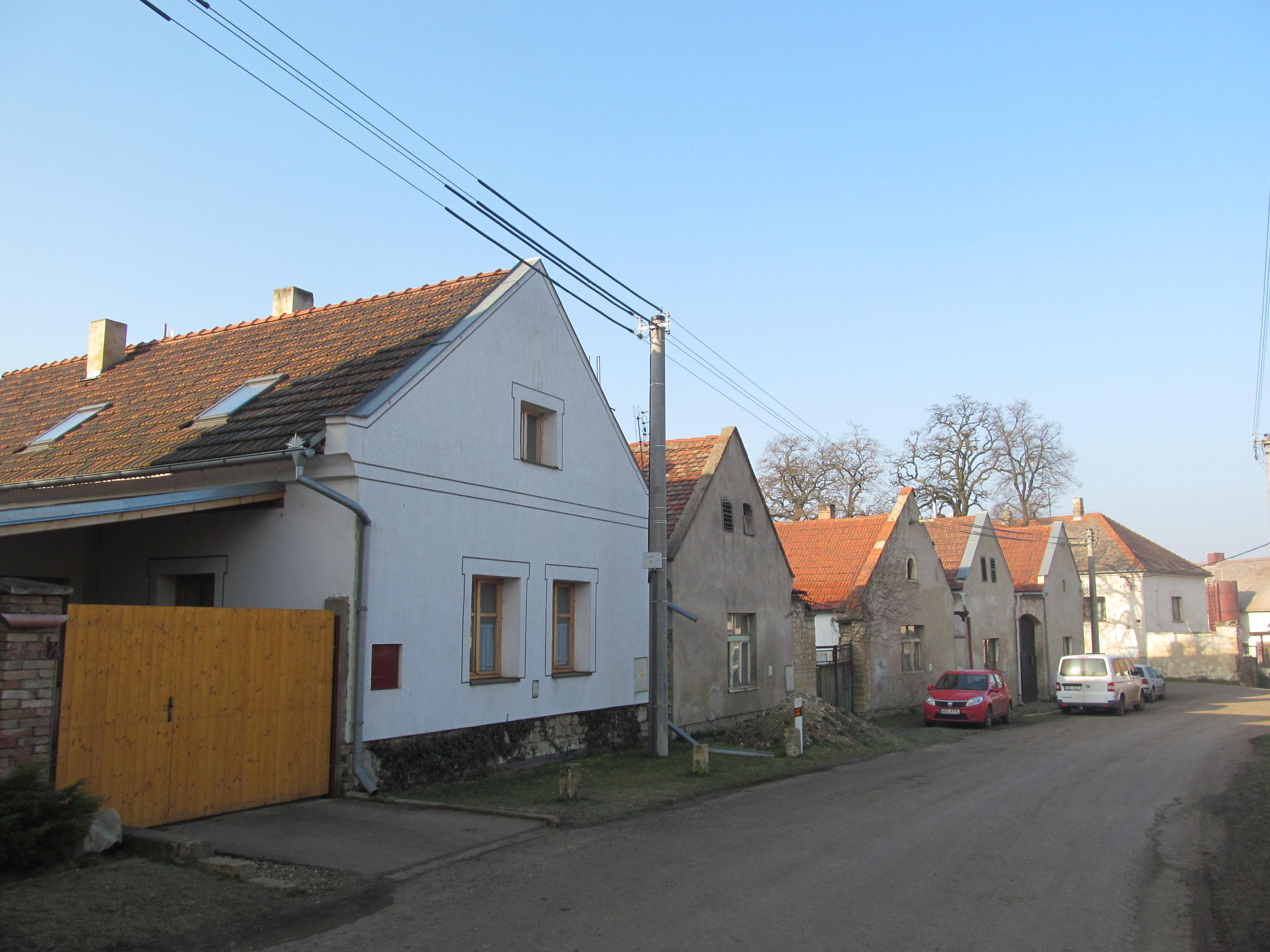
Zástavba